# Thomomys clusius
Thomomys clusius — вид гоферів, ендемік Сполучених Штатів. Між 1915 і 1979 роками він зазвичай вважався підвидом Thomomys talpoides.

## Морфологічна характеристика
Це найменший вид роду Thomomys із загальною довжиною близько 17 см, включаючи хвіст довжиною близько 6 см. Дорослі особини важать від 44 до 72 г. Хутро блідо-жовтувато-сіре у верхній частині тіла та більшій частині голови, біле на нижній частині, лапах і хвості. Морда майже чорного кольору. Його можна відрізнити від близькоспорідненого Thomomys talpoides за відсутністю темних плям на вухах, а також за меншим розміром.
Як і інші гофери, він має сильні передні кінцівки з кігтями, що риють, а також малі вуха й очі. Вкриті хутром защічні мішки відносно великі, досягаючи приблизно 44 мм від морди.

## Поширення і середовище проживання
Thomomys clusius зустрічається лише у відносно обмеженій частині південного Вайомінгу, у східному окрузі Світвотер і південно-західному окрузі Карбон. Мешкає на відносно рівних, добре дренованих територіях, часто в асоціаціях з товстолобиком (Sarcobatus spp.) і солончаком Гарднера (Atriplex gardneri).

## Біологія і поведінка
Вважається, що в більшості аспектів Thomomys clusius схожий за звичками та біологією на Thomomys talpoides, підвидом якого він раніше вважався. Вважається, що він є одинаком і живе в норах, які значно вужчі, ніж у північних видів. Спочатку його відокремили від Thomomys talpoides на основі того, що він має інший каріотип 2n=46, а не 2n=48. Немає доказів того, що ці два види здатні схрещуватися.